# Merostachys claussenii
Merostachys claussenii är en gräsart som beskrevs av William Munro. Merostachys claussenii ingår i släktet Merostachys och familjen gräs. Inga underarter finns listade i Catalogue of Life.